# Palazzo Corigliano (Reggio Calabria)
Il Palazzo Corigliano di Reggio Calabria, è un edificio in stile Liberty formato da un corpo di fabbrica il cui affaccio principale si trova prospiciente il corso Garibaldi, mentre gli altri prospetti sono compresi tra il corso Vittorio Emanuele III e le vie Tenente Panella e XXIV Maggio.

## Storia
Il palazzo fu progettato nel 1921 dall'ingegner Cesare Prato, e finito di costruire nel 1925. Alla fine degli anni settanta del secolo scorso subì gravi danni a causa di un rovinoso incendio. Dopo un lungo periodo di abbandono e di degrado fu restaurato e riportato all'antico splendore. Nel ventunesimo secolo l'edificio ospita un punto vendita di un brand di abbigliamento.

## Architettura
L'edificio dal punto di vista architettonico è costituito da due piani fuori terra e presenta un impianto planimetrico rettangolare. La facciata al piano terra è dominata da tre grandi ingressi con porte in vetro mentre al primo piano sono presenti aperture con infissi metallici decorati con artistici elementi in ferro battuto, un grande balcone fornito di ringhiera sempre in ferro battuto a motivo floreale prettamente di stile liberty, decorazioni che vengono richiamate dai lampioncini con bracci pendenti ai bordi delle aperture della ringhiera.